# 百瀬今朝雄
百瀬 今朝雄（ももせ けさお、1928年 - ）は、日本の歴史学者。東京大学名誉教授。長野県出身。

## 経歴
- 旧制静岡高等学校卒業
- 1951年 東京大学文学部国史学科卒
- 1957年 東京大学史料編纂所入所
- 1962年 東京大学史料編纂所助手
- 1973年 東京大学史料編纂所助教授
- 1979年 東京大学史料編纂所教授
- 1985年 東京大学史料編纂所所長
- 1988年 東京大学を定年退官、名誉教授、立正大学文学部教授
- 1998年 立正大学を退職

## 単著
『弘安書札礼の研究ー中世公家社会における家格の桎梏」東京大学出版会、2000年

## 共著
- 『中世法制史料集』第1-3巻 佐藤進一、池内義資共編.岩波書店、1955-1965
- 『中世法制史料集』第4-5巻 佐藤進一共編.岩波書店、1998-2001
- 『中世法制史料集』第6巻 佐藤進一、笠松宏至共編.岩波書店、2005.9
- 『日本思想大系 22 中世政治社会思想』笠松宏至、佐藤進一共校注.岩波書店、1981.2